# Sonny Black (Album)
Sonny Black ist das zehnte Studioalbum des Berliner Rappers Bushido. Es erschien am 14. Februar 2014 über das Label ersguterjunge als Standard-Edition und Boxset, inklusive Schallplattenversion, T-Shirt und Comic. Der Titel Sonny Black steht für Bushidos Pseudonym, unter welchem er seit 2002 insbesondere durch die Veröffentlichung der Carlo-Cokxxx-Nutten-Albenreihe Bekanntheit erlangt hatte. Das Album erreichte in Deutschland, Österreich und der Schweiz die Spitze der Albumcharts. Seit 2015 ist Sonny Black in Deutschland indiziert.

## Hintergrund
Zwischen Bushidos letzter Albumveröffentlichung AMYF im Oktober 2012 und Sonny Black lagen 15 Monate. Im Frühjahr 2013 war Bushido derweil nach Berichten des Stern über eine Generalvollmacht zwischen ihm und Arafat Abou-Chaker, Mitglied des Abou-Chaker-Clans, vermehrt in öffentliche Kritik geraten. Der Großfamilie wurden dabei insbesondere mafiöse Strukturen vorgeworfen. Bestärkt wurden diese Vorwürfe durch Aussagen von Bushidos langjährigem Weggefährten Kay One, der Bushidos Label ersguterjunge 2012 verließ und im Oktober 2013 in der Printausgabe des Stern sowie der RTL-Sendung Stern TV die Vorwürfe gegen Bushido und die Abou-Chaker-Großfamilie wiederholte und gleichzeitig vom Landeskriminalamt Berlin in Personenschutz genommen wurde. Bushido begegnete Kay Ones Vorwürfen im November 2013 mit dem Disstrack Leben und Tod des Kenneth Glöckler.
Bereits im Juli desselben Jahres hatte zudem der bei Bushidos Plattenfirma ersguterjunge angestellte Rapper Shindy unter Bushidos Beteiligung das Lied Stress ohne Grund veröffentlicht, für das Bushido insbesondere wegen gegen die Die-Grünen-Politikerin Claudia Roth und den FDP-Politiker Serkan Tören gerichtete Textzeilen stark kritisiert wurde. Das Lied wurde noch im selben Monat von der Bundesprüfstelle für jugendgefährdende Medien indiziert. Eine Anklage der Staatsanwaltschaft Berlin wegen Volksverhetzung, Beleidigung und Gewaltdarstellung wurde vom Amtsgericht Tiergarten im November 2013 abgelehnt.
Bushido selbst bezeichnete Sonny Black inhaltlich folglich als die „logische Schlussfolgerung“ dieser Ereignisse und die Musik stilistisch entsprechend stark durch diese beeinflusst. Ursprünglich sah Bushido dabei jedoch einen dritten Teil des Albums Carlo Cokxxx Nutten aus dem Jahr 2002 vor. Über ein solches Album und potentielle Kollaborateure hatte es im Herbst 2013 anhaltende Gerüchte gegeben. Der Offenbacher Rapper Haftbefehl hatte mit einer Erwähnung des Albumkürzels CCN in dem gemeinsam mit Shindy und Bushido für das Album NWA 2.0 aufgenommenen Titel Stress mit Grund für Spekulationen über ein entsprechendes Projekt von ihm und Bushido gesorgt. Verstärkt wurden diese Gerüchte durch mehrere Anspielungen Haftbefehls auf Twitter, in denen sich dieser etwa als „Nino Brown“, einer Filmfigur aus dem amerikanischen Gangstafilm New Jack City, betitelte, die sich Beobachtern zufolge als Name systematisch in die den Filmen Donnie Brasco und King of New York entnommenen Namen „Sonny Black“ und „Frank White“, derer sich Bushido und Fler für das Original bedienten, eingefügt hätte. Bereits im Juli hatte derweil Eko Fresh mit der Einstreuung eines potentiellen Vorabcovers zu Carlo Cokxxx Nutten 3 in das Musikvideo seiner Single Quotentürke für ähnliche Spekulationen über seine Beteiligung an einem solchen Album gesorgt. Fler, der neben dem Original im Jahr 2009 mit Carlo Cokxxx Nutten 2 bereits an einer weiteren Ausgabe der Reihe beteiligt gewesen war, betonte derweil per Twitter die Alternativlosigkeit zu seiner eigenen Beteiligung an einem etwaigen dritten Teil und hatte sich nach Angaben Bushidos anlässlich der Beerdigung von dessen Mutter über die Möglichkeit eines Nachfolgers verständigt. Wie Bushido in mehreren Interviews betonte, habe er sich aus Trotz über die zunehmenden Spekulationen schließlich entschlossen stattdessen ein Solo-Album zu veröffentlichen.
Eigentlich hätte das Album unter der Überschrift „Bushido präsentiert:“, welche etwa bereits der Carlo-Cokxxx-Nutten-Reihe oder dem Kay One-Album Kenneth allein zu Haus überstand, den Titel „Aswad“ – arabisch für „schwarz“ – tragen und von Bushido unter dessen Pseudonym „Sonny Black“ veröffentlicht werden sollen. Da iTunes das Album nach seiner Ankündigung aber zunächst falsch einsortiert habe und Sonny Black in diesem Fall als gesonderten Interpreten geführt hätte, entschied sich Bushido eigenen Angaben zufolge dazu einfach, wie von iTunes zunächst fälschlicherweise eingetragen, das Album Sonny Black zu nennen und als Bushido zu veröffentlichen. Aswad war als Titel gleichzeitig von Bushidos Vertrieb Sony Music abgelehnt worden.

## Covergestaltung
Das Albumcover ist in rötlichen Farbtönen gehalten. Es zeigt Bushidos Gesicht, mit Turban und den Blick vom Betrachter aus nach links gerichtet. Im unteren Teil des Bildes stehen die roten Schriftzüge Bushido und Sonny Black. Der Hintergrund ist komplett schwarz. Auf dem Cover des Boxsets richtet Bushido seinen Blick dagegen leicht nach rechts. Beide Cover wurden von dem Hamburger Grafiker Adopekid designed.

## Inhalt
Das Album wird den Genre Gangsta-Rap und Battle-Rap zugeordnet und zeichnet sich dabei insbesondere durch eine Stilisierung von Bushidos Image und eine explizite Gewaltdarstellung aus. In dieser Hinsicht ist das Album atmosphärisch über weite Strecken Bushidos Solodebüt Vom Bordstein bis zur Skyline nachempfunden. Mit Nie ein Rapper II ist zudem eine Fortsetzung des 2005 gemeinsam mit Baba Saad auf dem Album Carlo Cokxxx Nutten II veröffentlichten Liedes Nie ein Rapper auf dem Album enthalten. Darüber hinaus ist der Titel Osama Flow an die 2006 veröffentlichte Single Sonnenbank Flavour angelehnt.
Wie für das Genre nicht untypisch enthält das Album mehrere „Disses“ gegenüber realen Personen der Öffentlichkeit. Insbesondere Kay One und dessen Manager Olliwood sind mehrfach deren Ziel. Des Weiteren finden aber etwa auch die Musiker Culcha Candela, Die Orsons, Dieter Bohlen, Emory, Lena Meyer-Landrut, MC Fitti, Miss Platnum (von Featuregast Farid Bang), Heino, Rosenstolz, Sabrina Setlur, Samy Deluxe, Paul Kalkbrenner und Torch, die Komiker Oliver Pocher, Mundstuhl und Y-Titty, die Politiker Christian von Stetten, Klaus Wowereit, Volker Beck oder die Moderatoren Nazan Eckes, Markus Lanz, Sandra Maischberger und Sylvie van der Vaart sowie der Fußballspieler Bastian Schweinsteiger der Travestiekünstler Olivia Jones und der Bordellbetreiber Prinz Marcus Erwähnung. Für besondere mediale Aufmerksamkeit sorgte unmittelbar nach Veröffentlichung des Albums dabei eine gegen den Fußballtrainer Jürgen Klopp gerichtete Textzeile aus dem Titel Haifisch.
Die Beats des Albums wurden von acht verschiedenen Produzenten geschaffen. Der Großteil der Produktionen stammt von Bushido selbst, seinem Labelkollegen Shindy sowie den bereits für zahlreiche vorherige Bushido-Produktionen mitverantwortlichen Musikproduzenten Beatzarre und Djorkaeff. Mit ihnen arbeitete Young Piano an vier Produktionen, den Titeln Blei-Patronen, Crackdealer Sound, Haifisch und Messerstecherei, zusammen. Darüber hinaus wurde Tausend Gründe von X-plosive produziert. DJ Desue produzierte den Titel Sporttasche und zeigte sich für die Scratches auf Mitten in der Nacht und Jeder meiner Freunde verantwortlich. Außerdem hat M3 den Bonus-Song „Sonny“ produziert. Ein Großteil der musikalischen Untermalung ist recht düster gehalten.
Auf zwei Liedern des Albums sind neben Bushido andere Künstler vertreten. So ist der Song Gangsta Rap Kings eine Kollaboration mit den Rappern Kollegah und Farid Bang, während auf dem Track AMG Bushidos Labelkollege Shindy zu hören ist.

## Titelliste
| #   | Titel                                           | Produktion                                        | Länge |
| --- | ----------------------------------------------- | ------------------------------------------------- | ----- |
| 1.  | Fotzen                                          | Bushido, Shindy, Djorkaeff, Beatzarre             | 3:18  |
| 2.  | Jeder meiner Freunde                            | Bushido, Shindy, Djorkaeff, Beatzarre             | 3:08  |
| 3.  | Haifisch                                        | Bushido, Shindy, Djorkaeff, Beatzarre, YoungPiano | 3:30  |
| 4.  | Mitten in der Nacht                             | Bushido, Shindy, Djorkaeff, Beatzarre             | 3:54  |
| 5.  | Crackdealer Sound                               | Bushido, Shindy, Djorkaeff, Beatzarre, YoungPiano | 3:16  |
| 6.  | Sporttasche                                     | DJ Desue                                          | 3:25  |
| 7.  | Osama Flow                                      | Bushido, Shindy, Djorkaeff, Beatzarre             | 3:01  |
| 8.  | Gangsta Rap Kings (feat. Kollegah & Farid Bang) | Bushido, Shindy, Djorkaeff, Beatzarre             | 4:03  |
| 9.  | Messerstecherei                                 | Bushido, Shindy, Djorkaeff, Beatzarre, YoungPiano | 2:49  |
| 10. | Blei-Patronen                                   | Bushido, Shindy, Djorkaeff, Beatzarre, YoungPiano | 3:40  |
| 11. | John Wayne                                      | Bushido, Shindy, Djorkaeff, Beatzarre             | 2:43  |
| 12. | Tausend Gründe                                  | X-plosive                                         | 3:05  |
| 13. | Baseballschläger                                | Bushido, Shindy, Djorkaeff, Beatzarre             | 2:52  |
| 14. | AMG (feat. Shindy)                              | Bushido, Shindy, Djorkaeff, Beatzarre             | 2:48  |
| 15. | Nie ein Rapper II                               | Bushido, Shindy, Djorkaeff, Beatzarre             | 3:28  |

Bonussongs des Boxsets
| #   | Titel        | Produktion                            | Länge |
| --- | ------------ | ------------------------------------- | ----- |
| 16. | Polizeigriff | Bushido, Shindy, Djorkaeff, Beatzarre | 3:17  |
| 17. | Sturmmaske   | Bushido, Shindy, Djorkaeff, Beatzarre | 3:07  |
| 18. | Sonny        | M3                                    | 3:16  |

## Musikvideos
Im Vorfeld des Albums wurden am 20. Dezember 2013, am 24. Januar 2014 und am 13. Februar 2014 Musikvideos zu den Liedern Mitten in der Nacht, Gangsta Rap Kings und Jeder meiner Freunde veröffentlicht. Diese drei Songs wurden allerdings nicht als Singles ausgekoppelt.

## Rezeption

### Preise
Am 27. Februar 2014, 13 Tage nach Veröffentlichung des Albums, wurde Bushido mit Sonny Black in der Kategorie Hip-Hop/Urban National für den verkaufszahlenbasierten Musikpreis Echo nominiert. Vom Wertungszeitraum für den Musikpreis wurde dabei bloß die erste Verkaufswoche des Albums erfasst.

### Rezensionen
| Professionelle Bewertungen | Professionelle Bewertungen |
| -------------------------- | -------------------------- |
| Kritiken                   |                            |
| Quelle                     | Bewertung                  |
| Juice                      | [ 26 ]                     |
| laut.de                    | [ 19 ]                     |
| Backspin                   | [ 27 ]                     |
| rap.de                     | [ 18 ]                     |
| rappers.in                 | [ 28 ]                     |

Die Redaktion der E-Zine laut.de bewertete Sonny Black mit 3 von 5 möglichen Sternen und merkte dabei an, dass dieses „zu 90 Prozent der Versuch, das legendäre Vom Bordstein Bis Zur Skyline auf einer ordentlichen Produktion zu reanimieren“ sei, wobei dafür exemplarisch besonders der Titel Mitten in der Nacht hervorgehoben wurde. Sie urteilte dabei, dass das Album „zeig[e], dass Bushido sich bei Gelegenheit doch noch berufen fühlt, seinen Ruf als Gangster-Rap-Boss Deutschlands auch an der Basis zu verteidigen. Sie zeigt aber auch, dass gerade im kompetitivsten aller Genres ein althergebrachter Nimbus alleine nicht reicht.“ Der völlige Verzicht auf seichtere Titel wurde dabei als positiv empfunden. Negativ fielen dem Rezensenten hingegen die Beiträge Bushidos, Kollegahs und Farid Bangs auf dem Titel Gangsta Rap Kings auf. Unter den Produktionen wurden derweil insbesondere jene der Titel Sporttasche und Tausend Gründe von DJ Desue bzw. X-Plosive positiv hervorgehoben, während weite Teile des übrigen Albums für durchschnittlich befunden wurden. Als schwächste Produktionen wurden derweil explizit Baseballschläger und Jeder meiner Freunde ausgemacht, bei denen „der Versuch, den wohl nicht zuletzt umstandsbedingten Beat-Minimalismus der Anfangstage wieder auszugraben“ misslungen sei.
Das deutsche Hip-Hop Magazin Juice verlieh Sonny Black in ihrer April-Ausgabe 2014 5 von 6 möglichen Kronen und in ihrer Rezension ebenfalls den Vergleich zu Bushidos Debüt-Album Vom Bordstein zur Skyline. Dabei resümierte sie, dass dieses „am Ende trotzdem unerreicht [bleibe], dennoch vermag »Sonny Black« auf LP-Länge hervorragend zu unterhalten.“ Insbesondere die Wirkung von Bushidos Stimme „auf mächtig donnernden Zeitgeist-Instrumentals“ oder „ausschließlich von schwermütigen Streichern ausgeschmückte[n] Beats“ sowie Bushidos Gesamtinszenierung als Provokateur wurde dabei positiv hervorgehoben. Abschließend urteilte das Magazin: „Den humorlosen Gangster gibt nach wie vor niemand so überzeugend wie Bushido.“

### Chartplatzierungen
Das Album stieg am 28. Februar 2014 auf Anhieb an der Spitze der deutschen Charts ein. Auch in Österreich und der Schweiz erreichte Sonny Black Platz 1. Sonny Black ist damit nach Jenseits von Gut und Böse das zweite Bushido-Album, das sich in allen drei Ländern auf Platz 1 der Albumcharts platzieren konnte. In Deutschland erzielte Bushido mit Sonny Black sein fünftes Nummer-eins-Album. In seiner ersten Verkaufswoche stellte Sonny Black zudem einen Download-Rekord auf. Nach Angaben von Media Control wurde kein Rap-Album in Deutschland zuvor häufiger heruntergeladen.
In Deutschland hielt sich Sonny Black insgesamt 3 Wochen in den Top 10 der Albumcharts, indem es im Anschluss an die erste Verkaufswoche die Chartpositionen 5 und 7 belegte. Sowohl in Österreich wie auch der Schweiz belegte das Album in der zweiten bis vierten Verkaufswoche die Plätze 3, 6 und 9 und verließ anschließend in der fünften Verkaufswoche mit einer Verzeichnung auf Position 18 bzw. 22 die Top 10 die Charts. In Deutschland und Österreich konnte sich das Album für 14 Wochen und in der Schweiz für 17 Wochen in den Charts halten.
In den deutschen Jahrescharts 2014 belegte das Album Rang 26.
| ChartsChartplatzierungen | Höchstplatzierung | Wochen |
| ------------------------ | ----------------- | ------ |
| Deutschland (GfK)        | 1 (14 Wo.)        | 14     |
| Österreich (Ö3)          | 1 (14 Wo.)        | 14     |
| Schweiz (IFPI)           | 1 (17 Wo.)        | 17     |

| ChartsJahrescharts (2014) | Platzierung |
| ------------------------- | ----------- |
| Deutschland (GfK)         | 26          |
| Schweiz (IFPI)            | 23          |

### Auszeichnungen für Musikverkäufe
Bushido selbst bezifferte die Verkaufszahlen von Sonny Black in der ersten Verkaufswoche via Twitter auf knapp 80.000 Einheiten. Am 3. März 2014, zwei Wochen nach Albumveröffentlichung, verkündete Bushido via Twitter Goldstatus in Deutschland für 100.000 verkaufte Einheiten. Im Zuge der Indizierung wurde dem Rapper die Schallplattenauszeichnung wieder entzogen. In den Richtlinien zur Verleihung von Gold- und Platinauszeichnungen des BVMI heißt es unter § 1.3: „Titel und deren Trägermedien, die von der Bundesprüfstelle für jugendgefährdende Medien (nachfolgend: „BPjM“) in die Liste der jugendgefährdenden Medien aufgenommen worden sind, werden ab dem Zeitpunkt der Bekanntgabe einer entsprechenden Entscheidung der BPjM zur Indizierung des Titels […] mit Wirkung für die Vergangenheit und die Zukunft aus der Errechnung der Verkaufszahlen […] herausgenommen und der Status entsprechend angepasst.“
In Österreich und in der Schweiz erhielt Sonny Black noch im Veröffentlichungsjahr jeweils eine Goldene Schallplatte für mehr als 10.000 bzw. 7.500 Verkäufe.
| Land/Region        | Auszeichnungen für Musikverkäufe (Land/Region, Auszeichnung, Verkäufe) | Verkäufe |
| ------------------ | ---------------------------------------------------------------------- | -------- |
| Deutschland (BVMI) | —                                                                      | 100.000  |
| Österreich (IFPI)  | Gold                                                                   | 10.000   |
| Schweiz (IFPI)     | Gold                                                                   | 7.500    |
| Insgesamt          | 2× Gold ·                                                              | 117.500  |

## Indizierung
Am 21. April 2015 wurde bekannt, dass das Album ab dem 30. April 2015 in Deutschland als jugendgefährdend indiziert wird, da es verrohend auf die Jugend wirke, Frauen und Homosexuelle diskriminiere und ein krimineller Lebensstil verherrlicht würde. Somit durfte Sonny Black nicht mehr an Minderjährige verkauft und öffentlich beworben werden. Bushido klagte gegen die Entscheidung der BPjM, wurde jedoch in erster Instanz vom Verwaltungsgericht Köln abgewiesen. Im Berufungsverfahren entschied im Mai 2018 schließlich das Oberverwaltungsgericht für das Land Nordrhein-Westfalen zu Bushidos Gunsten, was dazu führte, dass das Album für kurze Zeit wieder digital erhältlich war. Die BPjM reichte daraufhin Revision ein. Im Oktober 2019 wurde die Indizierung in letzter Instanz vom Bundesverwaltungsgericht bestätigt und ist damit rechtskräftig. In der Urteilsbegründung ist von einer hemmungslosen Gewaltdarstellung, welche sich durch die Titel ziehe, die Rede und, dass Frauen und Homosexuelle durch vulgäre Sprache herabgewürdigt würden. Die Verfassungsbeschwerde gegen dieses Urteil und die Entscheidung der Bundesprüfstelle für jugendgefährdende Medien von Bushido wurde vom Bundesverfassungsgericht nicht zur Entscheidung angenommen. Die Entscheidung des Bundesverwaltungsgerichts verletze Bushidos Grundrecht auf Kunstfreiheit nicht.